# 297 Caecilia
A 297 Caecilia a Naprendszer kisbolygóövében található aszteroida. Auguste Charlois fedezte fel 1890. szeptember 9-én.